# Jämijärvi
Jämijärvi [ˈjæmiˌjærʋi] ist eine Gemeinde mit 1683 Einwohnern (Stand 31. Dezember 2022) in Westfinnland. Sie liegt rund 60 km nordöstlich der Hafenstadt Pori in der Landschaft Satakunta.
Die politische Gemeinde besteht seit 1865 und umfasst neben dem Kirchdorf Jämijärvi die Orte Kauppila, Kontti, Palokoski, Peijari, Pitkäniemi, Ruupanperä, Suurimaa, Sydänmaa, Tykköö und Vihu.
Jämijärvi ist die höchstgelegene Gemeinde Westfinnlands. Der Pegel des namensgebenden Sees Jämijärvi im Zentrum des Gemeindegebiets beträgt 100,6 m NN, die höchste Erhebung ist mit 185,4 Metern der Soininharju. Die nacheiszeitliche Landschaft wird von Endmoränen und Osern geprägt; im Süden hat die Gemeinde Anteil am Höhenzug Hämeenkangas. Rund zwei Drittel des Gemeindegebiets sind bewaldet.
Der Flugplatz von Jämijärvi ist ein Zentrum des Segelflugs in Finnland.
Die Zentralschule Jämijärvi (Jämijärven keskuskoulu) pflegt eine Partnerschaft mit der Integrierten Gesamtschule Kastellaun / Hunsrück.

## Söhne und Töchter der Gemeinde
- Kirsi Välimaa (* 1978), Skilangläuferin